# Zádub (Olbramov)
Zádub (německy Saduba) je malá vesnice, část obce Olbramov v okrese Tachov v Plzeňském kraji. Nachází se asi tři kilometry severovýchodně od Olbramova. V roce 2011 zde trvale žilo pět obyvatel.
Zádub leží v katastrálním území Zádub u Olbramova o rozloze 6,7 km².

## Historie
Osada se poprvé připomíná v roce 1227, kdy ji velmož jménem Kojata odkázal svému služebníkovi Heřmanovi. Na počátku 14. století ves získal Otík ze Šontálu, rod Zádubských ze Šontálu pak zde vybudoval tvrz a ves vlastnil do začátku 17. století. Mezi lety 1611 až 1614 prodali Zádubští ze Šontálu ves s tvrzí Švamberkům, kteří ji připojili k bezdružickému panství. Tvrz byla později nahrazena panským dvorem, který se ve druhé polovině 20. století dostal do dezolátního stavu. Po vysídlení německého obyvatelstva se obec vylidnila, před větší devastací zástavbu zachránilo rekreační využití části stavení.

## Obyvatelstvo
Při sčítání lidu v roce 1921 zde žilo 156 obyvatel (z toho 79 mužů) německé národnosti a římskokatolického vyznání. Podle sčítání lidu z roku 1930 měla vesnice 144 obyvatel: dvanáct Čechoslováků a 132 Němců. Všichni byli římskými katolíky.
| Rok            | 1869 | 1880 | 1890 | 1900 | 1910 | 1921 | 1930 | 1950 | 1961 | 1970 | 1980 | 1991 | 2001 | 2011 | 2021 |
| -------------- | ---- | ---- | ---- | ---- | ---- | ---- | ---- | ---- | ---- | ---- | ---- | ---- | ---- | ---- | ---- |
| Počet obyvatel | 180  | 154  | 176  | 183  | 162  | 156  | 144  | 73   | 55   | 28   | 24   | 8    | 4    | 5    | 3    |
| Počet domů     | 32   | 31   | 32   | 33   | 31   | 31   | 29   | 21   | 15   | 8    | 6    | 6    | 6    | 7    | 8    |

## Obecní správa
Při sčítání lidu v letech 1850–1963 byl Zádub samostatnou obcí v okrese Teplá, v letech 1900–1930 v okrese Planá a v roce 1950 v okrese Stříbro. V letech 1964–1976 byl částí obce Olbramov v okrese Tachov. Od 30. dubna 1976 do 23. listopadu 1990 byl částí města Černošín v okrese Tachov. Od 24. listopadu 1990 je opět částí obce Olbramov v okrese Tachov.